# سوستراتوس
سوستراتوس من كنيدوس (ولد في القرن الثالث قبل الميلاد ) ,وكان مهندس معماري يونانى و مهندس . وقام بتصميم فنار الإسكندرية إحدى عجائب الدنيا السبع (في عام 280 قبل الميلاد ) , على جزيرة فاروس في الأسكندرية , في مصر .